# A Saucerful of Secrets
A Saucerful of Secrets је други студијски албум енглеске рок групе Пинк Флојд, објављен 28. јуна 1968. у издању ЕМИ Колумбије у Уједињеном Краљевству и 27. јула 1968. у САД од издавачке куће Товер Рецордс. Током снимања ментално здравље певача и гитаристе Сид Барета се погоршало, па је регрутован Дејвид Гилмор; Барет је напустио групу пре завршетка албума.
Док је Барет био главни текстописац на дебитантском албуму Пинк Флојда, The Piper at the Gates of Dawn (1967), на A Saucerful of Secrets сваки члан је допринео писању песама и главним вокалима. Гилмор се појавио на свим песмама осим у две, док је Барет допринео три. „Set the Controls for the Heart of the Sun“ је једина песма на којој се појављује свих пет чланова.
A Saucerful of Secrets је достигао девето место на топ-листи Уједињеног Краљевства, али није доспео на топ-листу у САД све до априла 2019, достигавши врхунац на 158. месту. Добио је углавном позитивне рецензије, иако су га многи критичари оценили инфериорнијим од The Piper at the Gates of Dawn.

## Снимање
Пинк Флојд су објавили свој дебитански албум, The Piper at the Gates of Dawn, у августу 1967. Рад на A Saucerful of Secrets започео је истог месеца, у студију ЕМИ (сада Еби Роудс Студио) у Лондону, са продуцентом Норман Смитом. Прве снимљене песме биле су „Set the Controls for the Heart of the Sun“ и „Scream Thy Last Scream“, обе снимљене од 7. до 8. августа 1967.  Песме су биле планиране за објављивање као сингл 8. септембра, али је на то ставила вето дискографска кућа Пинк Флојда, ЕМИ. 
Група је снимила „Vegetable Man“ у студију Де Лане Леа у Сохоу од 9. до 11. октобра и вратила се 19. октобра да сними „Jugband Blues“, уз Смита који је резервисао ансамбл Армије спаса. Током ових снимања, вођа групе Сид Барет је преснимио слајд гитару на "Remember a Day", одвод из The Piper at the Gates of Dawn. Група је направила паузу да сними песму „Apples and Oranges“ између 26. и 27. октобра. Неколико дана касније, снимили су оно што ће постати страна Б, „Paint Book“, пре одласка на турнеју по САД. У новембру, "Apples and Oranges" је објављенa као сингл, али није успела да се нађе на топ листама. 
У међувремену, ментално здравље гитаристе Сид Барета се погоршавало; често није реаговао и није свирао, што је довело до отказивања неколико наступа и прве америчке турнеје Пинк Флојда.  У децембру 1967, достигавши кризну тачку са Баретом, Пинк Флојд су убацили гитаристу Дејвид Гилмора као петог члана. Према Џенеру, група је планирала да ће Гилмор „покрити [Баретове] ексцентричности“. Када се ово показало неизводљивим, „Сид је само требао да пише. Чисто да га задржимо умешаног.“
Два дана од 10. јануара 1968, Пинк Флојд су се поново окупили у студију ЕМИ, покушавајући да раде на старијим песмама: Вотерсови вокали и оргуље клавијатуристе Ричард Рајта су преснимљени на „Set the Controls for the Heart of the Sun“,  док је бубњар Ник Мејсон додао вокалe за „Scream Thy Last Scream“.
Од 12. до 20. јануара Пинк Флојд су кратко наступали као петочлана група. Гилмор је свирао и певао док је Барет лутао бином, повремено се придружујући свирању. Између ових свирки, група је 15. и 16. јануара увежбавала нове песме које је Вотерс написао. Током следећег снимања, 18. јануара, група је свирала уз ритам-снимке, а придружио им се и Смит; Барет није присуствовао. 24. и 25. јануара снимили су песму која је забележена као "The Most Boring Song I've Ever Heard Bar 2" у ЕМИ-ју. Група је снимила „Let There Be More Light“, „Corporal Clegg“ (која има главне вокале Мејсона), и „See-Saw“ све без Барета, иако је менаџер Ендру Кинг рекао да је Барет извео слајд соло на крају "Let There Be More Light".
Дана 26. јануара 1968, када се група возила за наступ на Универзитету Саутемптон, одлучили су да не покупе Барета. Барет је коначно избачен крајем јануара 1968, остављајући групу да заврше албум без њега. „Set the Controls for the Heart of the Sun” је једина песма на којој се појавило свих пет чланова групе. Група се мучила да смисли нови материјал, но у фебруару 1968. снима Рајтову „It Would Be So Nice“ и Вотерсову „Julia Dream“. Почетком фебруара је најављено да ће Вотерсова песма "Corporal Clegg" бити следећи сингл; међутим, због притиска издавачке куће, песма  је била пребачена за албум, док је „It Would Be So Nice“ објављена у априлу, са „Julia Dream“ на страни Б. 
Током априла, група је прегледала свој рад. Вотерс је блокирао "Vegetable Man" и "Scream Thy Last Scream" са албума, али су задржали "Jugband Blues" и "Set the Controls for the Heart of the Sun". Без довољно материјала да се попуни албум, група је почела да саставља музику која је постала насловна песма. Мејсон и Вотерс су то планирали као да је архитектонски дизајн, укључујући врхове и корита. Смит није одобрио, рекавши им да се морају држати троминутних песама. 25. јуна, група је снимила још једну сесију за BBC радио емисију Top Gear, укључујући две песме са албума: „Let There Be More Light“ и скраћена верзија насловне песме, „The Massed Gadgets of Hercules".

## Песме
За разлику од The Piper at the Gates of Dawn, у којем су доминирале Баретове композиције, А Saucerful of Secrets садржи само један Баретов оригинал: „Јugband Blues“. AllMusic је објаснио да са А Saucerful of Secrets, „група почиње да мапира тамне и понављајуће импулсе који ће карактерисати њихових наредних неколико плоча“. Рајт пева или дели главне вокале на четири од седам песама на албуму, и доприноси вокале на једанаести поминутном инструменталном опусу „А Saucerful of Secrets“, што ово чини јединим албумом Пинк Флојда на коме је његов вокални допринос бројчано већи од остатка групе.
Пошто је Барет наизглед био одвојен од поступка, свело се на Вотерса и Рајта да обезбеде адекватан материјал. Уводна песма, "Let There Be More Light", коју је написао Вотерс, наставља приступ спејс рока који је успоставио Барет. "Let There Be More Light" је еволуирала из бас рифа који је био део "Interstellar Overdrive". И „Remember a Day“ и „See-Saw“ користе дечји приступ који је успостављен на њиховом дебитанском албуму. Рајт је остао критички настројен према свом раном доприносу групи. 
„Set the Controls for the Heart of the Sun“ је први пут изведена са Баретом 1967. Успех песме је био толики да је остала на њиховој листи за сет уживо до 1973, где се појавила у знатно проширеном облику. Вотерс је касније изводио песму током соло концерата од 1984. и касније. Вотерс је позајмио стихове из књиге кинеске поезије из династије Танг, као што је Барет користио у "Chapter 24".
„Corporal Clegg“ је прва песма Пинк Флојда која се бави питањима рата, тема која ће трајати током целе каријере Вотерса као текстописца групе, кулминирајући албумом Тhe Final Cut из 1983. Насловна песма је првобитно написана као нова верзија песме "Nick's Boogie". Песма је насловљена у четири дела на Уммагумми. Основна компонента у сету уживо групе до лета 1972, верзија песме уживо је снимљена 27. априла 1969. у Моthers Club-у у Бирмингему за укључење у албум Ummagumma.
Често се мисли да се „Јugband Blues“ односи на Баретов одлазак из групе („Ужасно је увиђавно од вас што мислите на мене овде / И ја сам вам највише дужан што сте јасно дали до знања да нисам овде“). За песму је снимљен промотивни видео. Менаџмент групе је желео да објави песму као сингл, али су бенд и Смит ставили вето.

### Необјављене песме
Поред песме "Јugband Blues", албум је требао да укључи и "Vegetable Man", још једну Баретову композицију. Песма је требало да се појави на синглу као страна Б Баретове песме "Scream Thy Last Scream". Група је извела "Јugband Blues", "Vegetable Man" и "Scream Thy Last Scream" за сесију Тop Gear-а, снимљену 20. децембра 1967, а емитовану 31. Две додатне Баретове песме, „In the Beechwoods“, и „No Title“ (којa се на бутлег-овима често назива „Sunshine“), су снимљене током раних снимања албума. Након што су годинама били доступни само преко бутлег-ова, „Vegetable Man“, „Scream Thy Last Scream“ и „In the Beechwoods“ су званично објављени на компилацији Тhe Early Years 1965–1972. Најмање још једна песма, "Јоhn Latham", снимљена је током ових снимања и била објављена. 

## Омот албума
А Saucerful of Secrets је биo први од неколико омота албума Пинк Флојда које је креирала дизајнерска група Хипгносис. После Битлса, то је био други пут да је ЕМИ дозволио једној од њихових група да ангажује спољне дизајнере за сако албума. На омоту, који је дизајнирао Сторм Торгерсон, налази се слика Доктор Стрејнџа из броја 158 стрипа Странге Талес, коју је илустровала Мари Северин.

## Дистрибуција и рецепција
Албум је избачен у Уједињеном Краљевству понедељака, 1. јула 1968. преко ЕМИ-јеве издавачке куће Колумбија, достигавши 9. место на топ листама Уједињеног Краљевства. Избацио га је у САД одељење Товер Рецордс од Капитола, где је био једини албум Пинк Флојда који није био на листи до 2019, када је достигао врхунац 158. места. Међутим, када је поново издат као А Nice Pair са оригиналном верзијом Тhe Piper at the Gates of Dawn након успеха албума Тhe Dark Side of the Moon, албум је доспео на 36. место на Билборду 200. „Let There Be More Light“ је објављен као сингл, уз „Remember a Day“, у САД 19. августа 1968. Ролинг Стоун је писао неповољно, говорећи да албум „није занимљив колико и њихов први” и „прилично осредњи”, истичући смањене доприносе Барета.
Стерео микс албума је први пут објављен на CD-у 1988, а 1992. је дигитално ремастерован и поново издат као део бокс сета Shine On. Ремастеровани стерео CD је издат самосталan 1994. у Уједињеном Краљевству и САД. Моно верзија албума никада није званично објављена на CD-у. Стерео микс је ремастерован и поново издат 2011. од стране Капитол/ЕМИ као део серије Why Pink Floyd: Discovery, и поново 2016. од стране Сони Мјузик-а под етикетом Пинк Флојд Рекордс. Моно микс је поново издат на винилу на Дан продавнице плоча у априлу 2019. од стране Сони Мјузика и Варнер Мјузик Гроуп-а под етикетом Пинк Флојд Рекордс. Албум је коначно доспео на листу Билборд 200 као самосталан и достигао врхунац на 158. месту када је моно микс поново објављен на Дан продавнице плоча.
У ретроспективној рецензији за АllMusic, Ричи Унтербергер скреће пажњу на „нежан, бајковит амбијент” албума, са песмама које се крећу од „сажетих и живих” ка „просторном, етеричном материјалу са дугим инструменталним пасажима”. У рецензији за BBC Music, Дарил Изл је рекао да Saucerful "није без филера", додајући да је "Јugband Blues" "најледенија" песма на албуму. 
Мејсон је 2014. А Saucerful of Secrets назвао својим омиљеним албумом Пинк Флојда: „Мислим да се ту налазе идеје које смо наставили да користимо током читаве наше каријере. Мислим да је [то] био прилично добар начин да се обележи Сидов одлазак и Дејвов долазак. Прилично је лепо имати то на једној плочи, где добијате обе ствари. То је пре унакрсно бледење него рез.“ 

## Листа песама
| №               | Назив                                     | Главни вокали              | Трајање |  |
| 1.              | Let There Be More Light                   | Ричар Рајт и Дејвид Гилмор | 5:38    |  |
| 2.              | Remember a Day                            | Рајт                       | 4:33    |  |
| 3.              | Set the Controls for the Heart of the Sun | Вотерс                     | 5:28    |  |
| 4.              | Corporal Clegg                            | Гилмор, Ник Мејсон и Рајт  | 4:13    |  |
| Укупно трајање: | Укупно трајање:                           | Укупно трајање:            | 19:52   |  |

| №               | Назив | Главни вокали                                 | Трајање |  |
| 1.              | A Saucerful of Secrets - I. "Something Else" (3:57) - II. "Syncopated Pandemonium" (3:07) - III. "Storm Signal" (1:34) - IV. "Celestial Voices" (3:19) | инструментал, безречни вокали Гилмора и Рајта | 11:57   |  |
| 2.              | See-Saw | Рајт                                          | 4:36    |  |
| 3.              | Jugband Blues | Барет                                         | 3:00    |  |
| Укупно трајање: | Укупно трајање: | Укупно трајање:                               | 19:33   |  |

## Персонел
Бројеви нумера наведени у загради испод су засновани на нумерисању CD нумера.
Пинк Флојд
- Роџер Вотерс – бас гитара (све песме), перкусије (3, 5.), вокал[56]
- Ричард Рајт – Фарфиса оргуље (све песме), клавир (1, 2, 5, 6.), Хамонд оргуље (1, 4, 5.), Мелотрон (5, 6.), вибрафон (3, 5.), целеста (3.), ксилофон (6.), лимена звиждаљка (7.), вокал
- Дејвид Гилмор – гитаре (две осим 2. и 7.), казу (4.), вокал [56]
- Ник Мејсон – бубњеви (све осим 2.), перкусије (1, 5, 6, 7.), главни вокали (4.), [36] казу (7.) [86]
- Сид Барет – вокал (7.), слајд гитара (2.), акустична гитара (2, 7.), електрична гитара (3, 7.)

Додатно особље
- Норман Смит – продуцент, бубњеви (2.), пратећи вокали (2, 6.),[87] глас (5.)
- Оркестар Стенли Мајерса (5.)
- Армија спаса (International Staff Band) – дувачка секција (7.)[16]